# Crochetage
Il crochetage è un termine francese che descrive diverse tecniche di combattimento sportive del pugilato e della savate:
- Controllo della parte del corpo dell'avversario e in particolare di una sua parte. Consiste nell'accerchiare una parte del corpo dell'avversario tramite un gancio, formato grazie alla flessione del ginocchio e del gomito.
- Azione di squilibrio, o di proiezione, consistente

1. Nell'accerchiare una parte del corpo dell'avversario per inibire il suo utilizzo, o per avere un punto di appiglio per favorire uno squilibrio, generalmente di tipo "a dondolo"
2. Oppure nel rimuovere l'appiglio sul suolo tramite un movimento di proiezione,  movimento detto in termine tecnico, falciatore, oppure di un calcio.

Solitamente, un falciare si realizza al livello della coscia dell'avversario, ma può anche avvenire più basso, sulla gamba, o più alto, sull'anca. Questo movimento si differenzia dallo scopaggio, movimento che si realizza più basso, sul piede o sulla parte bassa del polpaccio.

## Galleria d'immagini

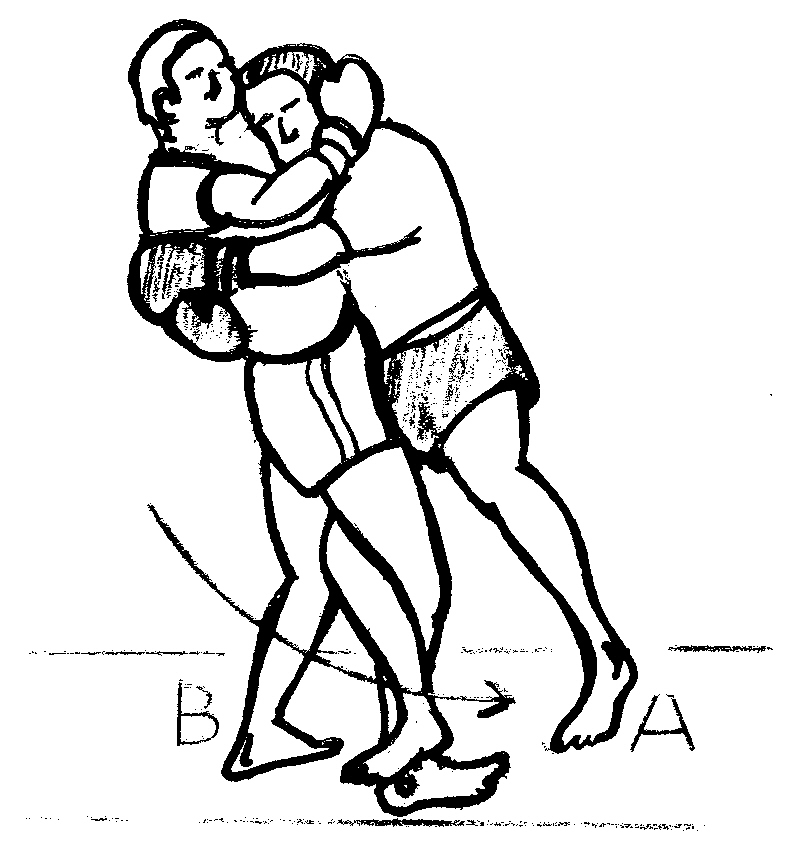
In figura, nel pugilato sportivo: tecnica di crochetage tramite appigli.
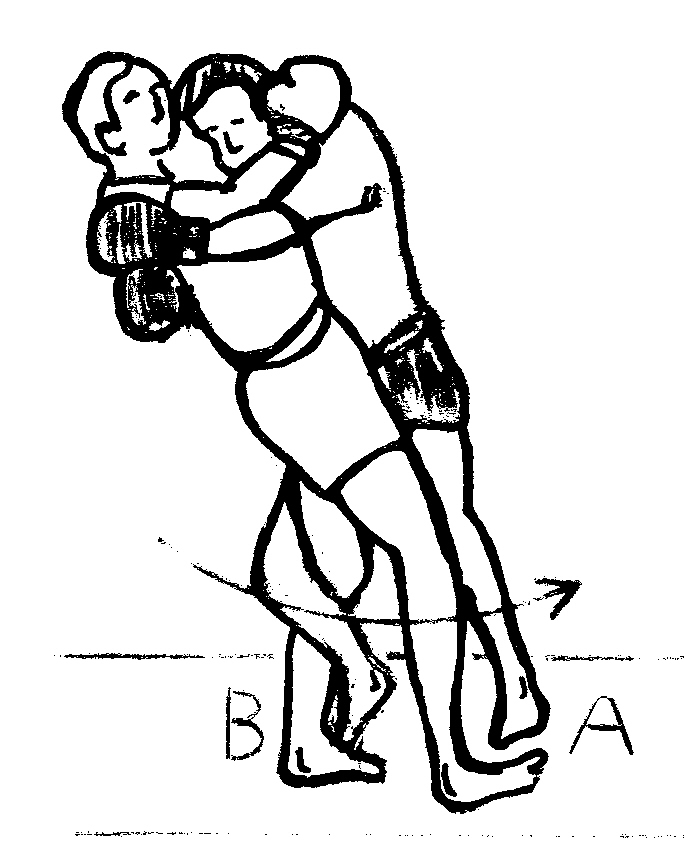
In figura, sempre nel pugilato sportivo : tecnica di crochetage eseguita fuori appigli.
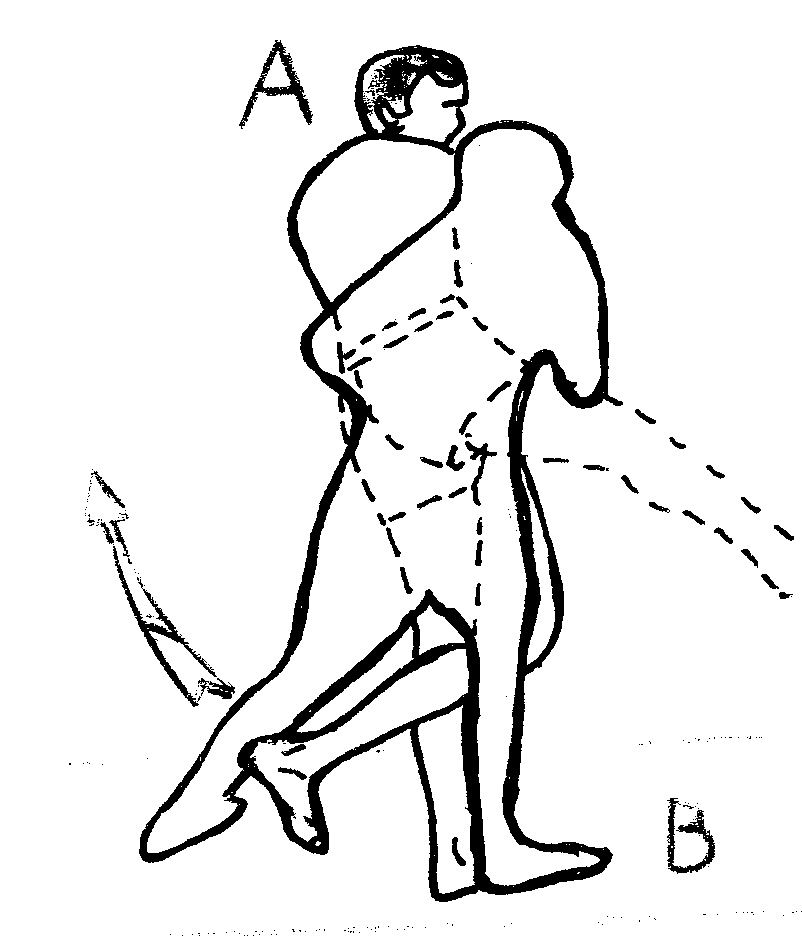
Anche in questa figura, nel pugliato sportivo : tecnica di Scopaggio di tipo calcio di gancio.